# Velutarina rufo-olivacea
Velutarina rufo-olivacea är en svampart som först beskrevs av Alb. & Schwein., och fick sitt nu gällande namn av Korf 1953. Velutarina rufo-olivacea ingår i släktet Velutarina och familjen Helotiaceae.  Arten är reproducerande i Sverige. Inga underarter finns listade i Catalogue of Life.